# Иван Цанов (плувец)
Вижте пояснителната страница за други личности с името Иван Цанов.
Иван Цанов Цанов е български плувец.

## Биография
Роден е в София през 1963 г. Бил е състезател по плуване на „Левски-Спартак“, София.
Научен е да плува от Маргарита Ганева. Впоследствие е трениран от Пенка Вичева, при която постига първите си успехи. Треньори са му били още Стефан Попов (Замората) (починал), Георги Енчев, Атанас Стоянов, Елена Тренева (починала), Илия Гугалов и Лилия Милорадова (починала).
Основният му стил е плуване по гръб. Шампион е на България при деца, юноши, студенти и ветерани. Балкански шампион е за младежи на 100 m гръб.
Автор е на текста на „Марш на българските плувци“, над 3500 статии и 4 книги за плувния спорт (някои в съавторство). Създател е на първия български плувен сайт www.bgswim.info и редактор на списание „Плуване & Водна Топка“.